# Kadıköy
Kadıköy (zu deutsch: Richterdorf) liegt auf der asiatischen Seite Istanbuls und ist als Gemeinde Mitgliedsgemeinde der Großstadtkommune Istanbul. Das Gemeindegebiet ist zugleich ein gleichnamiger Landkreis der türkischen Provinz Istanbul und seit der Gebietsreform 2013 zugleich ein Stadtbezirk.

## Geographie

### Geographische Lage
Kadıköy liegt im geografischen Zentrum des Stadtgebiets von Istanbul auf der südlichen Seite des Bosporus am Marmarameer. Im Süden grenzt es an Maltepe, im Osten an Ataşehir sowie im Norden an Üsküdar. Die Küste Kadıköys bildet eine etwa 21 km lange natürliche Grenze.

### Stadtgliederung
Kadıköy gliedert sich in 21 Stadtviertel/Ortsteile (auch Gemeindebezirke, türkisch Mahalle):
| Lage       | Stadtviertel (Mahalle)  | Postleitzahl | Einwohner am Jahresende | Einwohner am Jahresende | Einwohner am Jahresende |
| Lage       | Stadtviertel (Mahalle)  | Postleitzahl | 2020                    | 2017                    | 2014                    |
| ---------- | ----------------------- | ------------ | ----------------------- | ----------------------- | ----------------------- |
|            | Acıbadem                | 34718        | 29.748                  | 30.549                  | 30.496                  |
|            | Bostancı                | 34744        | 33.789                  | 31.450                  | 34.140                  |
|            | Caddebostan             | 34728        | 20.871                  | 18.316                  | 19.090                  |
|            | Caferağa                | 34710        | 22.763                  | 23.977                  | 24.312                  |
|            | Dumlupınar              | 34720        | 12.802                  | 10.985                  | 15.327                  |
|            | Eğitim                  | 34722        | 13.114                  | 13.438                  | 13.966                  |
|            | Erenköy                 | 34738        | 36.003                  | 31.098                  | 34.266                  |
|            | Fenerbahçe              | 34726        | 20.485                  | 17.657                  | 19.337                  |
|            | Feneryolu               | 34724        | 26.175                  | 24.488                  | 25.679                  |
|            | Fikirtepe               | 34720        | 11.215                  | 9.025                   | 13.896                  |
|            | Göztepe                 | 34730        | 40.424                  | 35.260                  | 37.190                  |
|            | Hasanpaşa               | 34722        | 14.556                  | 15.577                  | 15.364                  |
|            | Koşuyolu                | 34718        | 7.446                   | 7.839                   | 8.194                   |
|            | Kozyatağı               | 34742        | 37.657                  | 34.164                  | 36.358                  |
|            | Merdivenköy             | 34732        | 34.336                  | 33.166                  | 36.335                  |
|            | Ondokuzmayıs (19 Mayıs) | 34736        | 32.496                  | 30.310                  | 32.058                  |
|            | Osmanağa                | 34714        | 9.039                   | 8.466                   | 8.133                   |
|            | Rasimpaşa               | 34716        | 12.813                  | 14.276                  | 13.900                  |
|            | Sahrayı Cedit           | 34734        | 31.492                  | 30.833                  | 32.163                  |
|            | Suadiye                 | 34740        | 26.560                  | 22.484                  | 24.345                  |
|            | Zühtüpaşa               | 34724        | 8.199                   | 8.095                   | 8.022                   |
| Stand 2020 |                         |              | 481.983                 | 451.453                 | 482.571                 |

Ende 2020 lebten in jedem Mahalle durchschnittlich 22.952 Einwohner, ein Jahr zuvor waren dies noch 34 mehr.

## Geschichte

### Antike
Die Hafenstadt Kadıköy wurde um 675–685 v. Chr. als megarische Kolonie Chalcedon gegründet. Im Jahr 133 v. Chr. wurde es durch Attalos III. von Pergamon den Römern übergeben. In Kadıköy fand eines der ersten acht ökumenischen Konzilien statt. In der Euphemia-Kirche fand im Jahr 451 das Konzil von Chalcedon statt.

## Bevölkerung

### Einwohnerentwicklung
Die obere Tabelle zeigt die Ergebnisse der Volkszählungen, die E-Books der Originaldokumente entnommen wurden. Diese können nach Suchdateneingabe von der Bibliotheksseite des TÜIK heruntergeladen werden.
Die rechte Tabelle zeigt die Bevölkerungsfortschreibung des Kreises/Stadtbezirks Kadıköy und seinen Rang innerhalb der 39 Kreise von Istanbul. Die Daten vom Jahresende wurden durch Abfrage über das MEDAS-System des Türkischen Statistikinstituts TÜIK nach Auswahl des Jahres und der Region ermittelt. (alternativ: )
| Volkszählungsergebnisse | Volkszählungsergebnisse | Volkszählungsergebnisse | Volkszählungsergebnisse | Volkszählungsergebnisse | Volkszählungsergebnisse | Volkszählungsergebnisse | Volkszählungsergebnisse | Volkszählungsergebnisse | Volkszählungsergebnisse | Volkszählungsergebnisse | Volkszählungsergebnisse | Volkszählungsergebnisse | Volkszählungsergebnisse |
| ----------------------- | ----------------------- | ----------------------- | ----------------------- | ----------------------- | ----------------------- | ----------------------- | ----------------------- | ----------------------- | ----------------------- | ----------------------- | ----------------------- | ----------------------- | ----------------------- |
| Jahr                    | 1935                    | 1940                    | 1945                    | 1950                    | 1955                    | 1960                    | 1965                    | 1970                    | 1975                    | 1980                    | 1985                    | 1990                    | 2000                    |
| Kreis                   | 0057.542                | 0057.901                | 0066.680                | 0077.993                | 0102.926                | 0131.328                | 0166.425                | 241.593                 | 362.578                 | 468.217                 | 577.863                 | 648.282                 | 663.299                 |
| städtisch               | 57.358                  | 57.740                  | 66.540                  | 77.798                  | 102.685                 | 129.918                 | 164.289                 | 237.519                 | 354.957                 | 455.465                 | 577.863                 | 648.282                 | 663.299                 |
| ländl. Anteil (%)       | 0,32                    | 0,28                    | 0,21                    | 0,25                    | 0,23                    | 1,07                    | 1,28                    | 1,69                    | 2,10                    | 2,72                    | keine                   | keine                   | keine                   |

| Bevölkerungsfortschreibung nach dem ADNKS-System | Bevölkerungsfortschreibung nach dem ADNKS-System | Bevölkerungsfortschreibung nach dem ADNKS-System | Bevölkerungsfortschreibung nach dem ADNKS-System | Bevölkerungsfortschreibung nach dem ADNKS-System | Bevölkerungsfortschreibung nach dem ADNKS-System | Bevölkerungsfortschreibung nach dem ADNKS-System | Bevölkerungsfortschreibung nach dem ADNKS-System | Bevölkerungsfortschreibung nach dem ADNKS-System | Bevölkerungsfortschreibung nach dem ADNKS-System | Bevölkerungsfortschreibung nach dem ADNKS-System | Bevölkerungsfortschreibung nach dem ADNKS-System | Bevölkerungsfortschreibung nach dem ADNKS-System | Bevölkerungsfortschreibung nach dem ADNKS-System | Bevölkerungsfortschreibung nach dem ADNKS-System |
| ------------------------------------------------ | ------------------------------------------------ | ------------------------------------------------ | ------------------------------------------------ | ------------------------------------------------ | ------------------------------------------------ | ------------------------------------------------ | ------------------------------------------------ | ------------------------------------------------ | ------------------------------------------------ | ------------------------------------------------ | ------------------------------------------------ | ------------------------------------------------ | ------------------------------------------------ | ------------------------------------------------ |
| Jahr                                             | 2007                                             | 2008                                             | 2009                                             | 2010                                             | 2011                                             | 2012                                             | 2013                                             | 2014                                             | 2015                                             | 2016                                             | 2017                                             | 2018                                             | 2019                                             | 2020                                             |
| Einwohner                                        | 744.670                                          | 533.452                                          | 529.191                                          | 532.835                                          | 531.997                                          | 521.005                                          | 506.293                                          | 482.571                                          | 465.954                                          | 452.302                                          | 451.453                                          | 458.638                                          | 482.713                                          | 481.983                                          |
| Rang                                             | 4                                                | 6                                                | 6                                                | 6                                                | 7                                                | 8                                                | 8                                                | 10                                               | 11                                               | 13                                               | 13                                               | 12                                               | 11                                               | 11                                               |

Der Landkreis Kadıköy stand 2007/08 kurz davor, den Status einer Großstadtkommune (türkisch "Büyükşehir Belediyesi") zu erreichen, da sich die Einwohnerzahl der 750.000er Grenze näherte. Dies wurde aber durch die Ausgliederung von sieben Mahalles aus Kadıköy im März 2008 verhindert. Dadurch sank die Einwohnerzahl um über ein Drittel.

### Aus- / Um- / Eingemeindungen
Umgemeindung 2008
Als letztes Dorf wurde Küçükbakkalköy nach dem Jahr 1985 in die Stadt Kadıköy (als Mahalle) eingemeindet. 1985 findet sich der letzte Eintrag in den Ergebnissen der Volkszählung
- Yenisahra
- İçerenköy
- İnönü
- Kayışdağı
- Barbaros
- Atatürk Mah.
- Küçükbakkalköy

Diese ehemaligen sieben Mahalle (=Stadtviertel, Ortsteile) trennten sich bereits geografisch durch die Schnellstraße D100 vom restlichen Kadıköy und wurden im März 2008 aus dem Landkreis Kadıköy ausgegliedert. Somit wurden alle sieben ausgegliederten Mahalle in den neugegründeten Landkreis Ataşehir integriert, der nördliche Teil des Atatürk Mahallesi wurde dem Landkreis Ümraniye angegliedert.

## Politik
Kadıköy gilt als eines der Istanbuler Zentren der säkularen Bevölkerung und ist eine sozialdemokratische Hochburg. Es ist eine der Hochburgen der türkischen Oppositionellen, der sozialdemokratisch-kemalistischen Partei CHP (Neugründung: 1992, nach dem Militärputsch 1980), und mit ihrer Fusionspartei SHP (1995) stellten sie die letzten drei Dekaden den Bürgermeister.

### Bürgermeister
Seit 1984 wird regelmäßig alle fünf Jahre ein neuer Bürgermeister (türkisch Belediye Başkanı) (wieder-)gewählt.
| Jahr | Bürgermeister       | Partei | Stimmen | in %  |
| ---- | ------------------- | ------ | ------- | ----- |
| 2019 | Şerdil Dara Odabaşı | CHP    | 201.646 | 65,99 |
| 2014 | Aykurt Nuhoğlu      | CHP    | 260.439 | 72,45 |
| 2009 | Selami Öztürk       | CHP    | 228.682 | 68,20 |
| 2004 | Selami Öztürk       | CHP    | 187.306 | 51,27 |
| 1999 | Selami Öztürk       | CHP    | 111.266 | 26,16 |
| 1994 | Selami Öztürk       | SHP    | 111.234 | 27,14 |
| 1989 | Cengiz Özyalçın     | SHP    | 109.253 | 45,00 |
| 1984 | Osman Hızlan        | ANAP   | 123.008 | 57,42 |

### Gemeindepartnerschaften
Folgende Gemeinden sind Gemeindepartner der Gemeinde Kadıköy:

#### International
- Seit 1995,  Friedrichshain-Kreuzberg (Bezirk von Berlin)[21]
- Seit 1996,  Rueil-Malmaison (Vorort von Paris)[21]
- Seit 2007,  Petach Tikwa (Vorort von Tel Aviv)[21]
- Seit 2008,  Agios Ioannis Rendis (Vorort von Piräus)[21]

#### National
- Prinzeninseln (Provinz Istanbul)[3]
- Gölpazarı (Provinz Bilecik)
- Kiğı (Provinz Bingöl)
- Mazgirt (Provinz Tunceli)
- Mengen (Provinz Bolu)
- Susuz (Provinz Kars)
- Yayladere (Provinz Bingöl)

## Kultur und Sehenswürdigkeiten

### Theater und Museen
- Barış-Manço-Museum,[7] einem bedeutenden Sänger der türkischen Musikgeschichte gewidmet, im Gemeindebezirk Caferağa[22]
- Süreyya-Opernhaus mit einer Kapazität für 562 Zuschauer im Gemeindebezirk Caferağa[3]
- İstanbul Toy Museum, Museum für Spielzeuge aus verschiedenen Jahrhunderten, im Gemeindebezirk Göztepe[23]

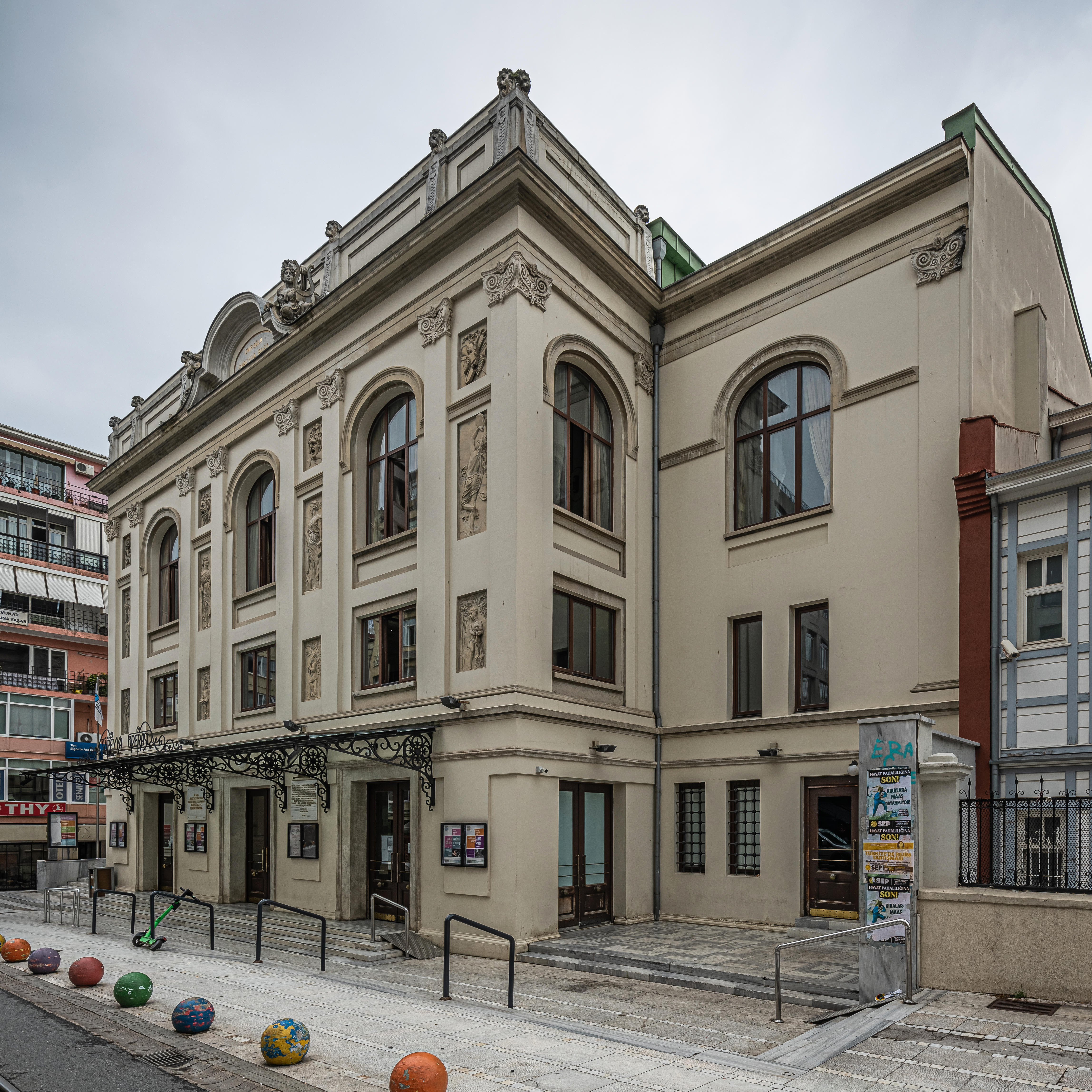
Süreyya-Opernhaus
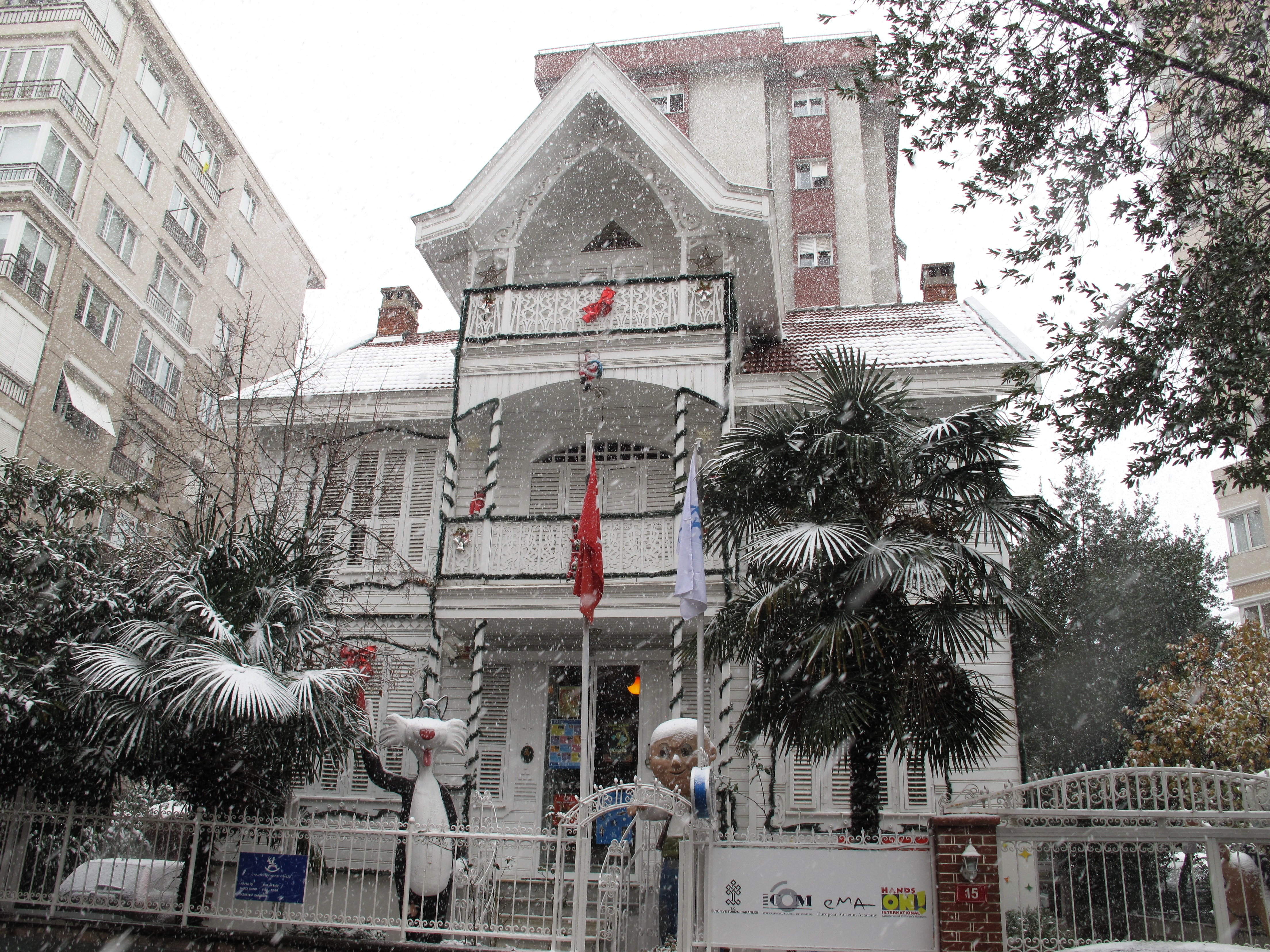
İstanbul Toy Museum

### Sport
- Fenerbahçe-Şükrü-Saracoğlu-Stadion,[3] Fußballsportstätte des Vereins Fenerbahçe SK, im Gemeindebezirk Zühtüpaşa
- Caferağa Spor Salonu,[3] Sporthalle mit einer Kapazität für 1240 Zuschauer für verschiedene Sportbranchen im Gemeindebezirk Caferağa

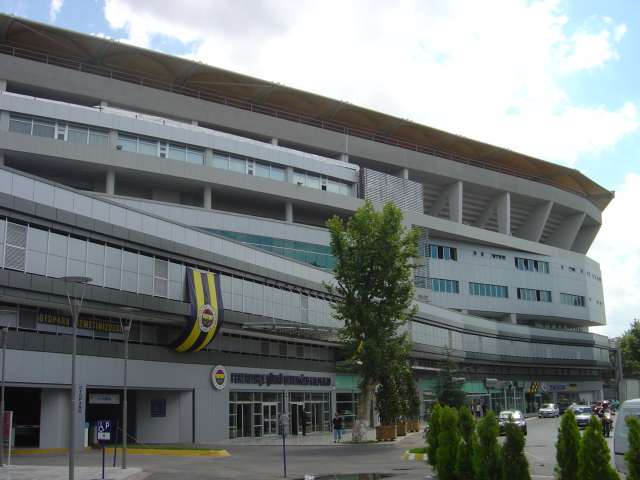
Fenerbahçe-Şükrü-Saracoğlu-Stadion, 2006
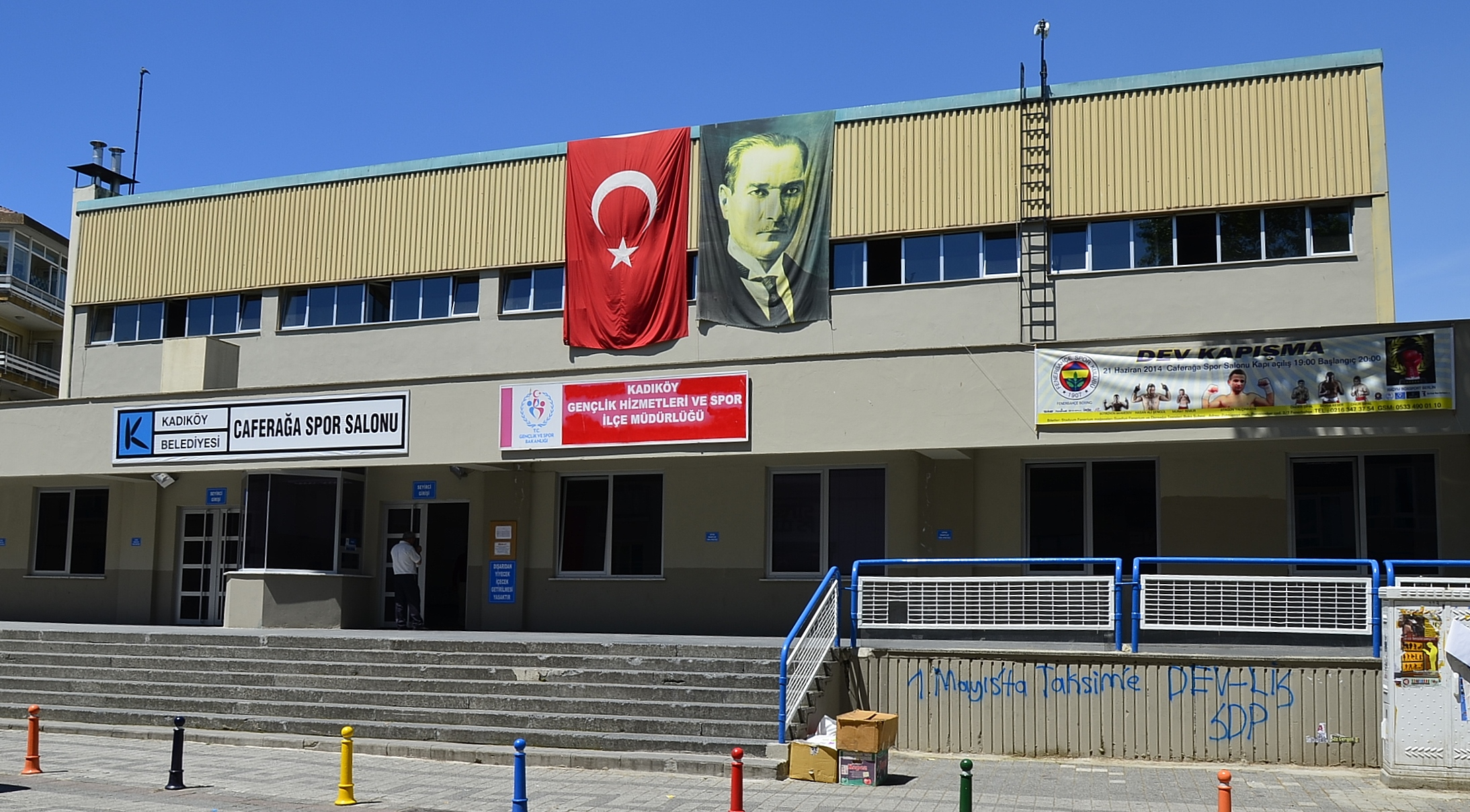
Caferağa Spor Salonu, 2014

### Bauwerke
- Bahnhof Istanbul Haydarpaşa,[7] Kopfbahnhof im Gemeindebezirk Rasimpaşa
- Bostancı-Pier im Gemeindebezirk Bostancı
- Setur Kalamis Marina, Yachthafen, im Gemeindebezirk Fenerbahçe
- Turkbalon,[24] ein stationärer Heißluftballon, der 200 Meter aufsteigt und einen Panoramablick über ganz Kadıköy und die benachbarten Teile der Stadt sowie über den Bosporus und auf das Marmarameer ermöglicht, im Gemeindebezirk Caferağa

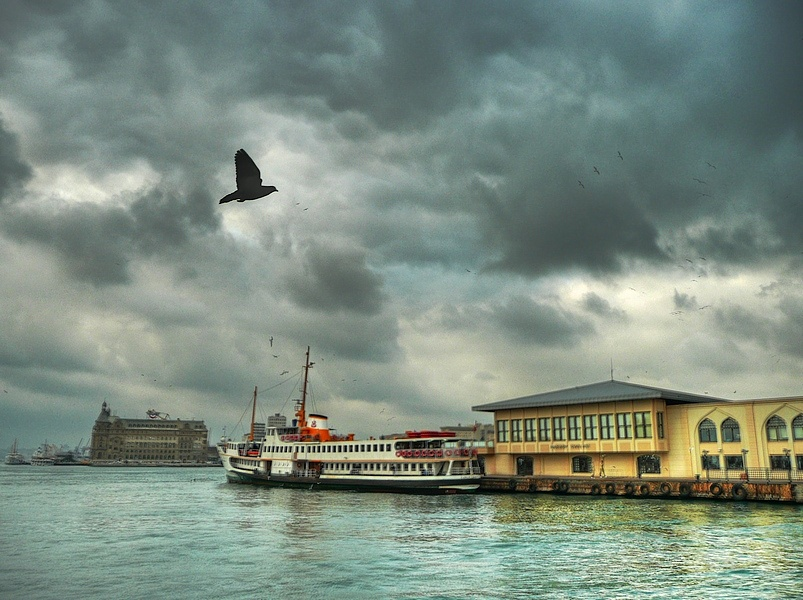
Blick zum Bosporus; im Vordergrund der Fähranleger Kadıköy, im Hintergrund der Haydarpaşa-Bahnhof
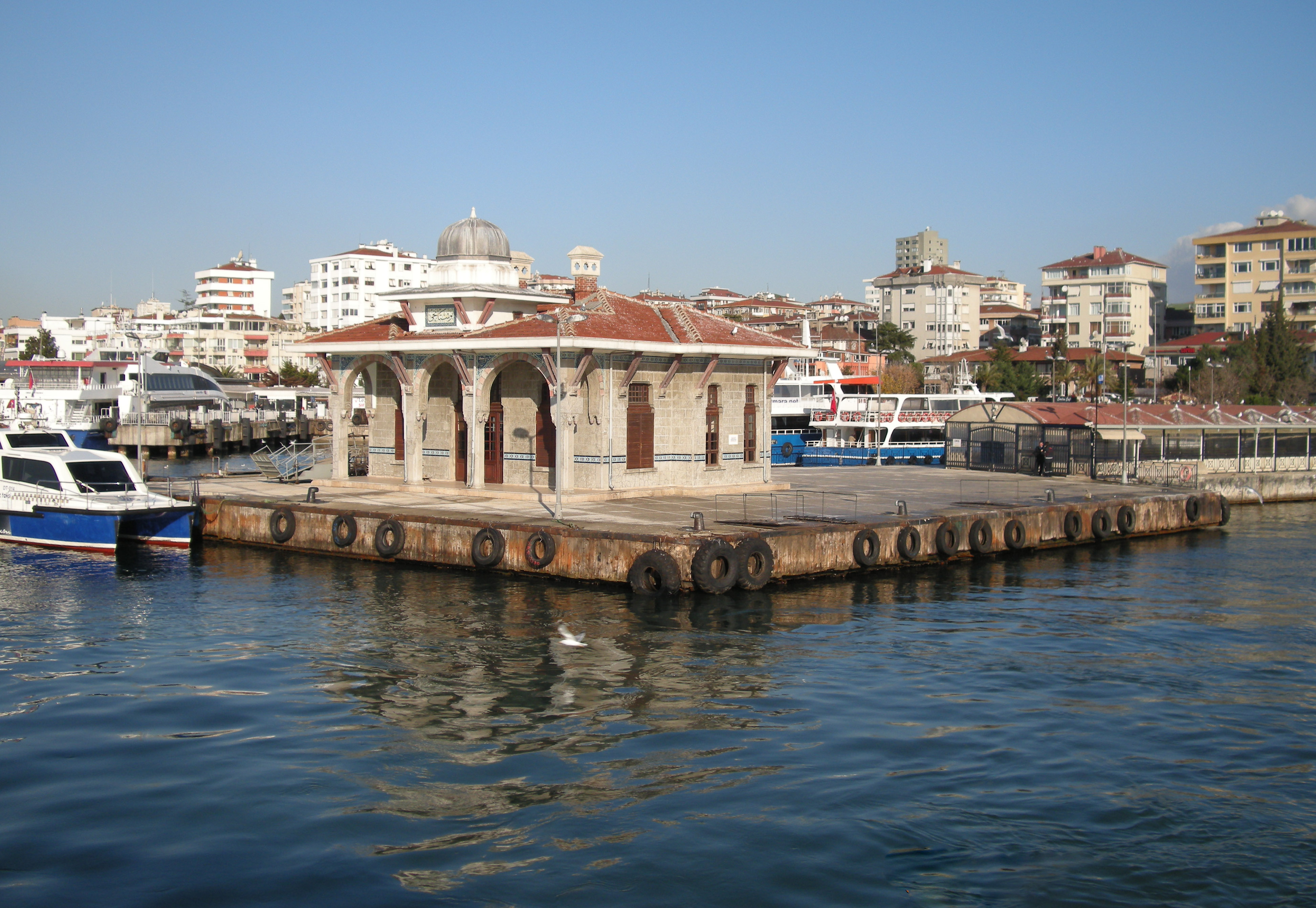
Bostancı-Pier
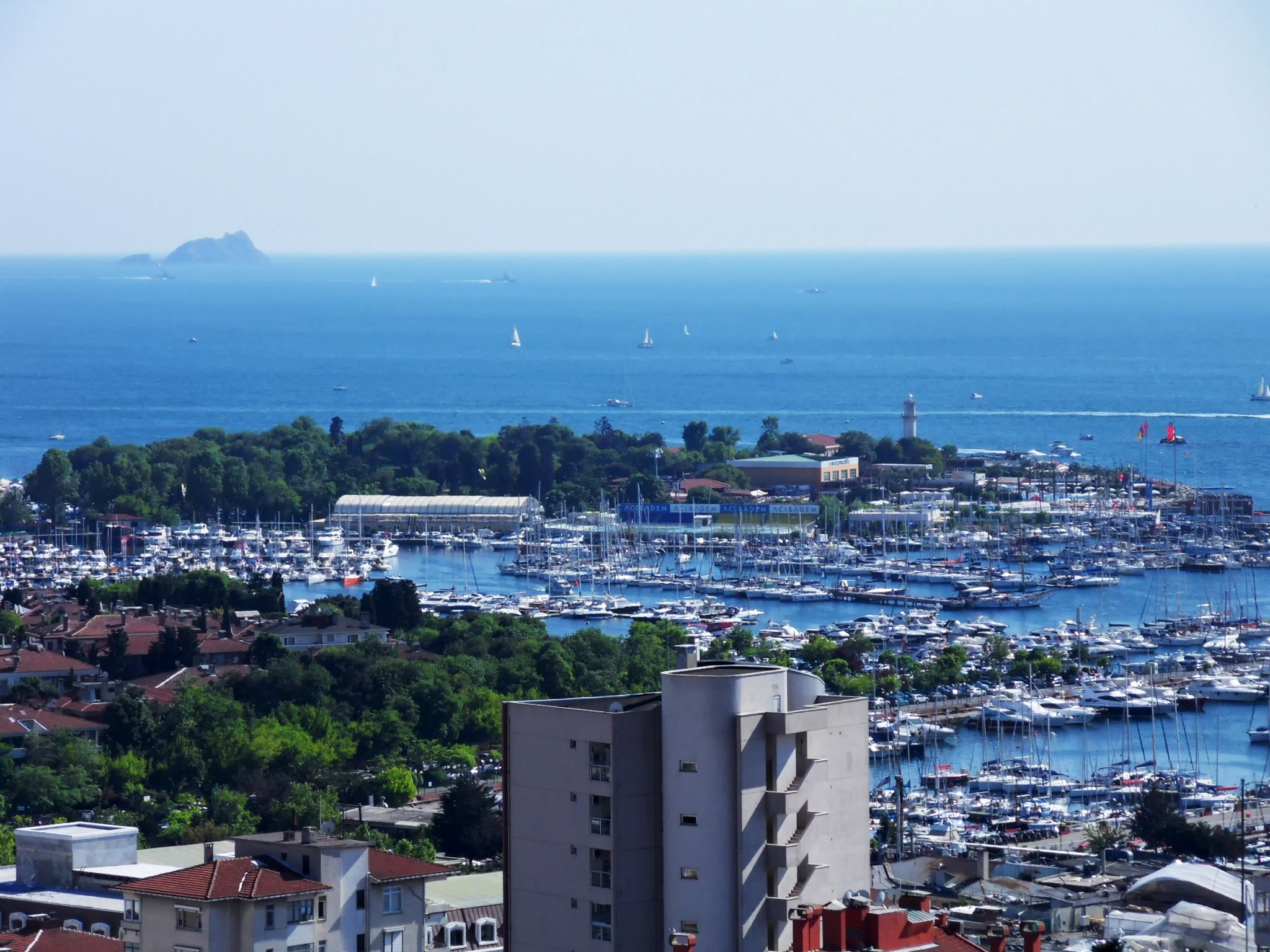
Blick auf den Setur Kalamis Marina
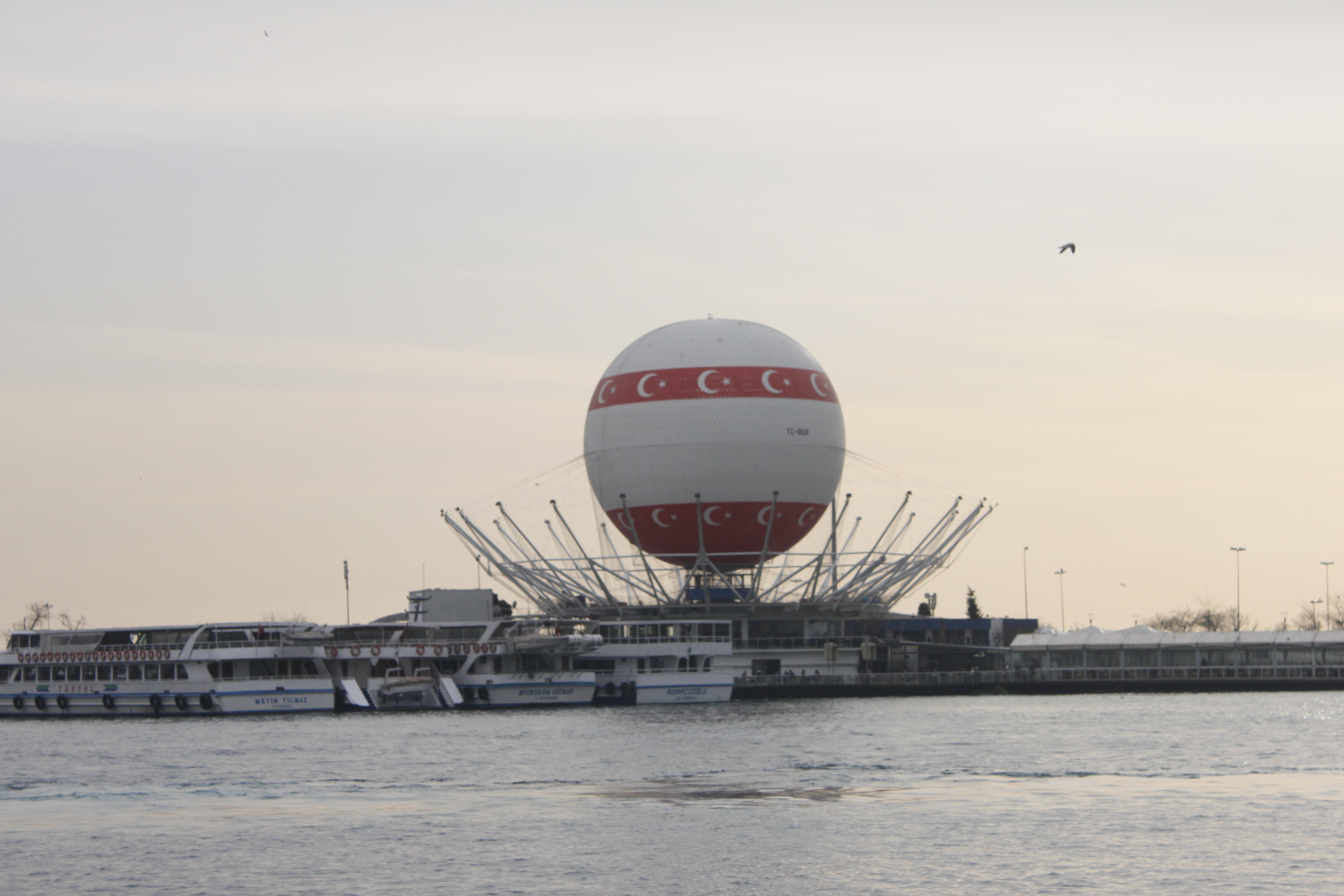
Stationärer Heißluftballon, der aufgestiegen einen Blick über Kadıköy, Bosporus und Marmarameer bietet

#### Gotteshäuser
In Kadıköy befinden sich Gotteshäuser von verschiedenen Religionen, ein Cemevi, 22 historische bzw. insgesamt 66 Moscheen und 13 Kirchen (Stand: 2013).
- Christentum
  - Orthodoxe Kirche
    - Hagia Triada Kirche,[25] eröffnet 1902 und befindet sich im Gemeindebezirk Caferağa
    - St. Euphemia-Kathedralkirche,[7][26] eröffnet 1694 und befindet sich im Gemeindebezirk Caferağa[26]
    - Surp Takavor Armenische Kirche,[7] eröffnet 1814 und befindet sich im Gemeindebezirk Caferağa[27]
    - Ayios Yeorgios-Kapelle,[25] eröffnet 1918 und befindet sich im Gemeindebezirk Rasimpaşa[26]
    - St. Ignace Kirche von Chalkedon und befindet sich im Gemeindebezirk Osmanağa[26]
    - St. Katerina-Kapelle und befindet sich im Gemeindebezirk Caferağa[26]
    - Hioannes Khrysostomos-Kirche,[25] erbaut 1875 und befindet sich im Gemeindebezirk Fenerbahçe[26]

  - Katholische Kirche
    - St. Augustin-Kapelle,[25] erbaut 1892 und befindet sich im Gemeindebezirk Fenerbahçe[28]
    - Notre Dame de l'Assomption,[25] erbaut 1859 und befindet sich im Gemeindebezirk Caferağa[28]
    - Surp Levon Armenisch-Katholische Kirche,[25] erbaut 1911 und befindet sich im Gemeindebezirk Osmanağa[28]

  - Presbyterianische Kirche
    - All-Saints-Moda Kirche,[25] erbaut 1878 und befindet sich im Gemeindebezirk Caferağa

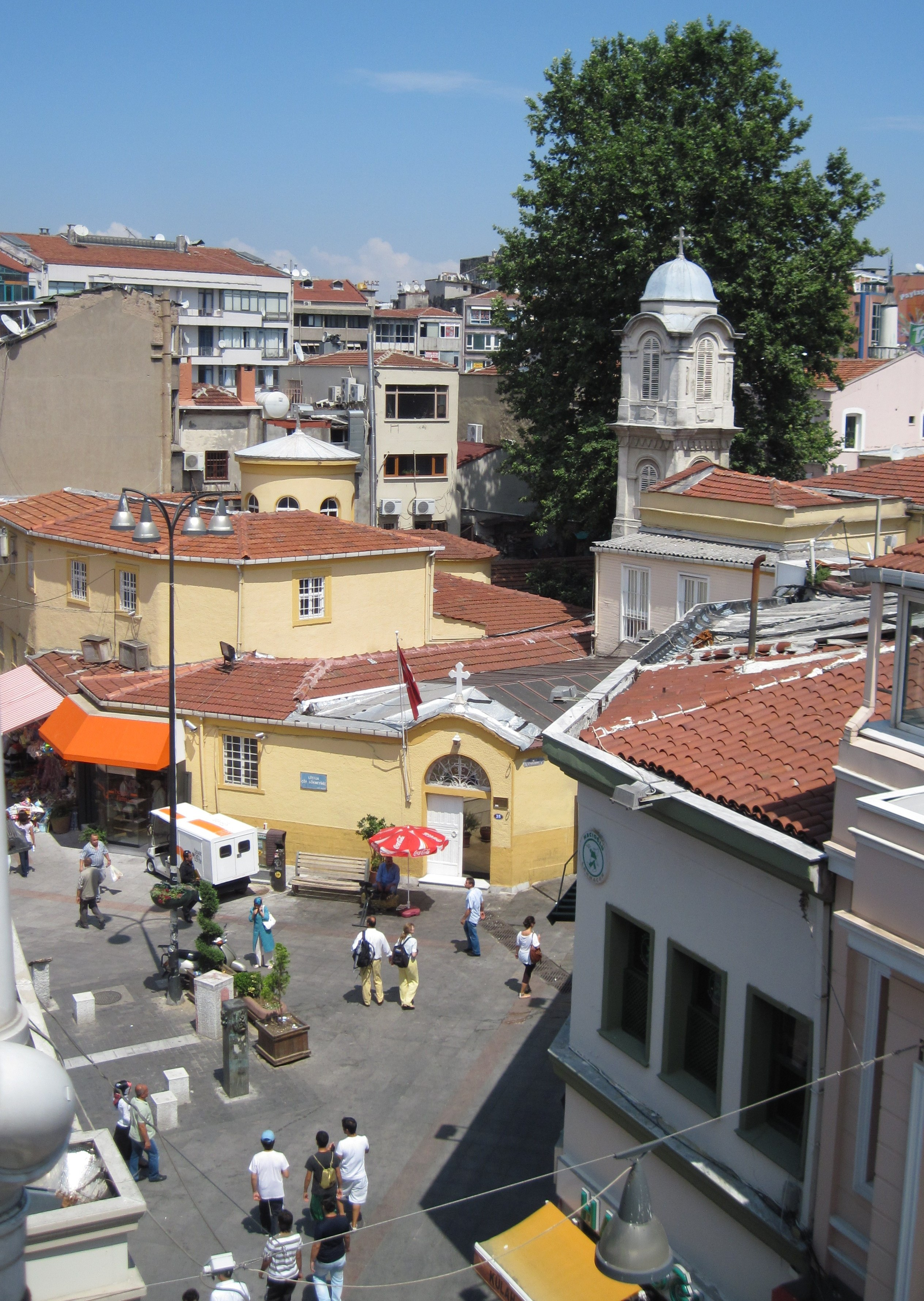
St. Euphemia-Kathedralkirche
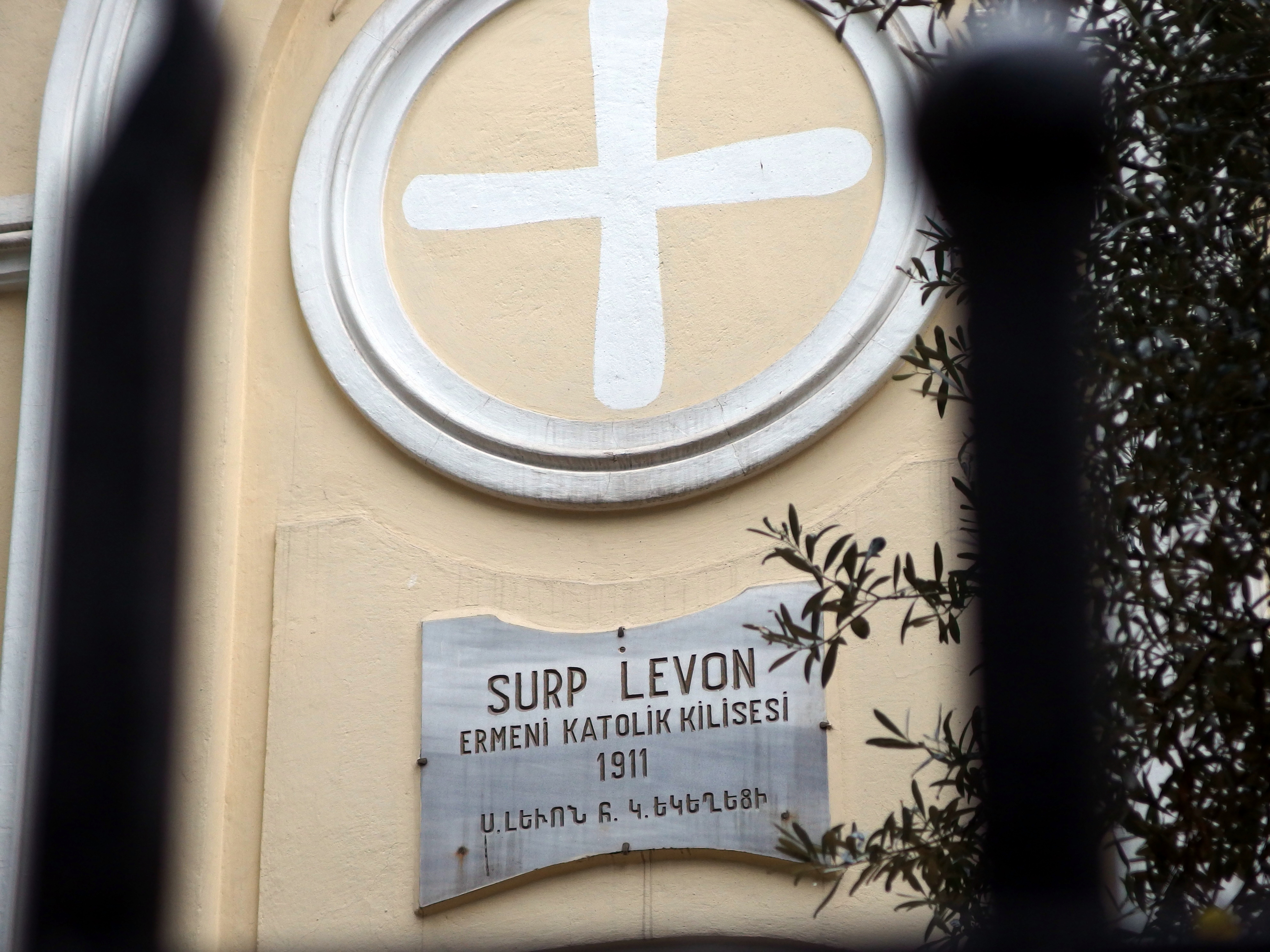
Surp Levon Armenisch-Katholische Kirche (Namensschild)
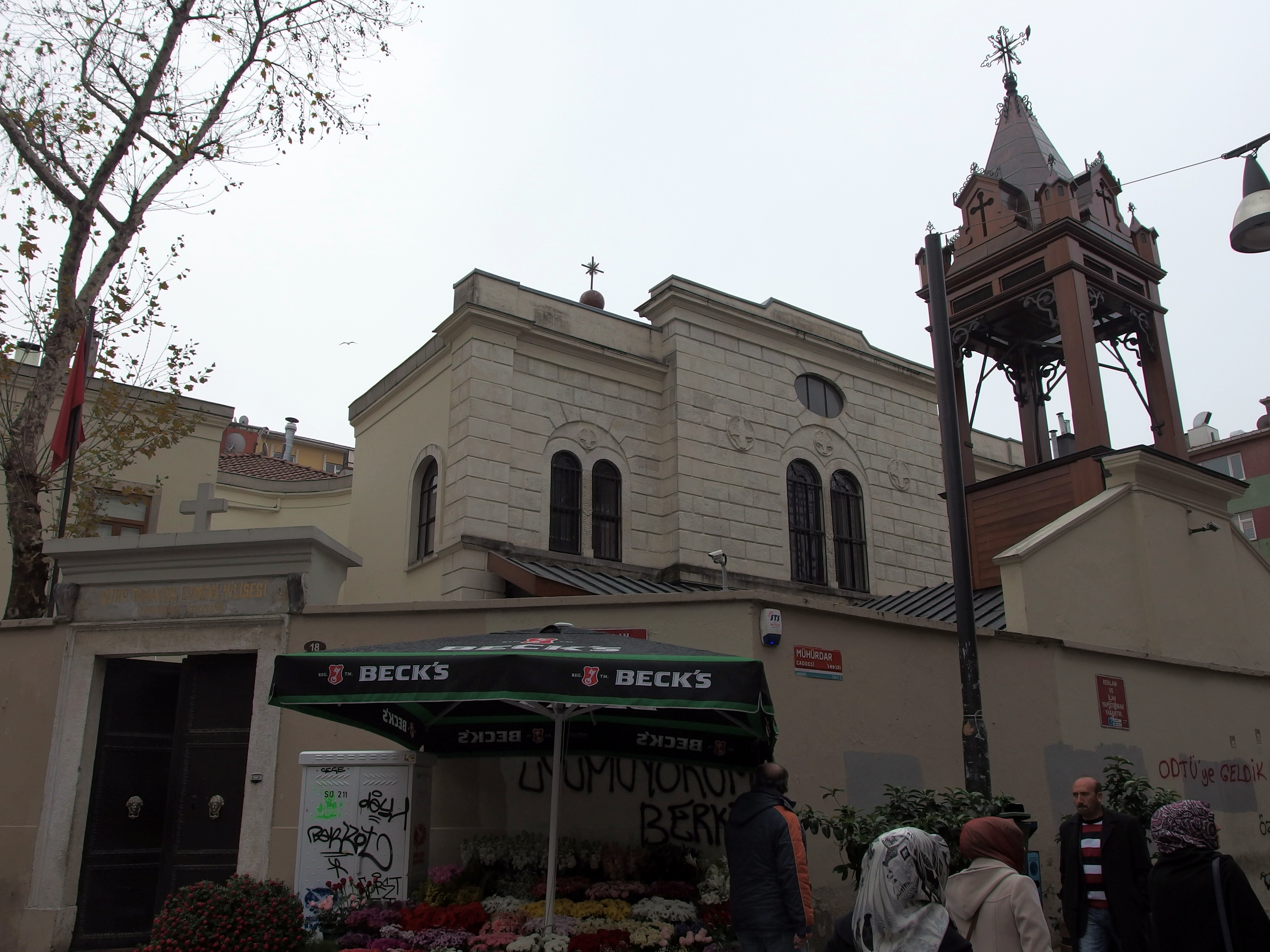
Surp Takavor Armenische Kirche
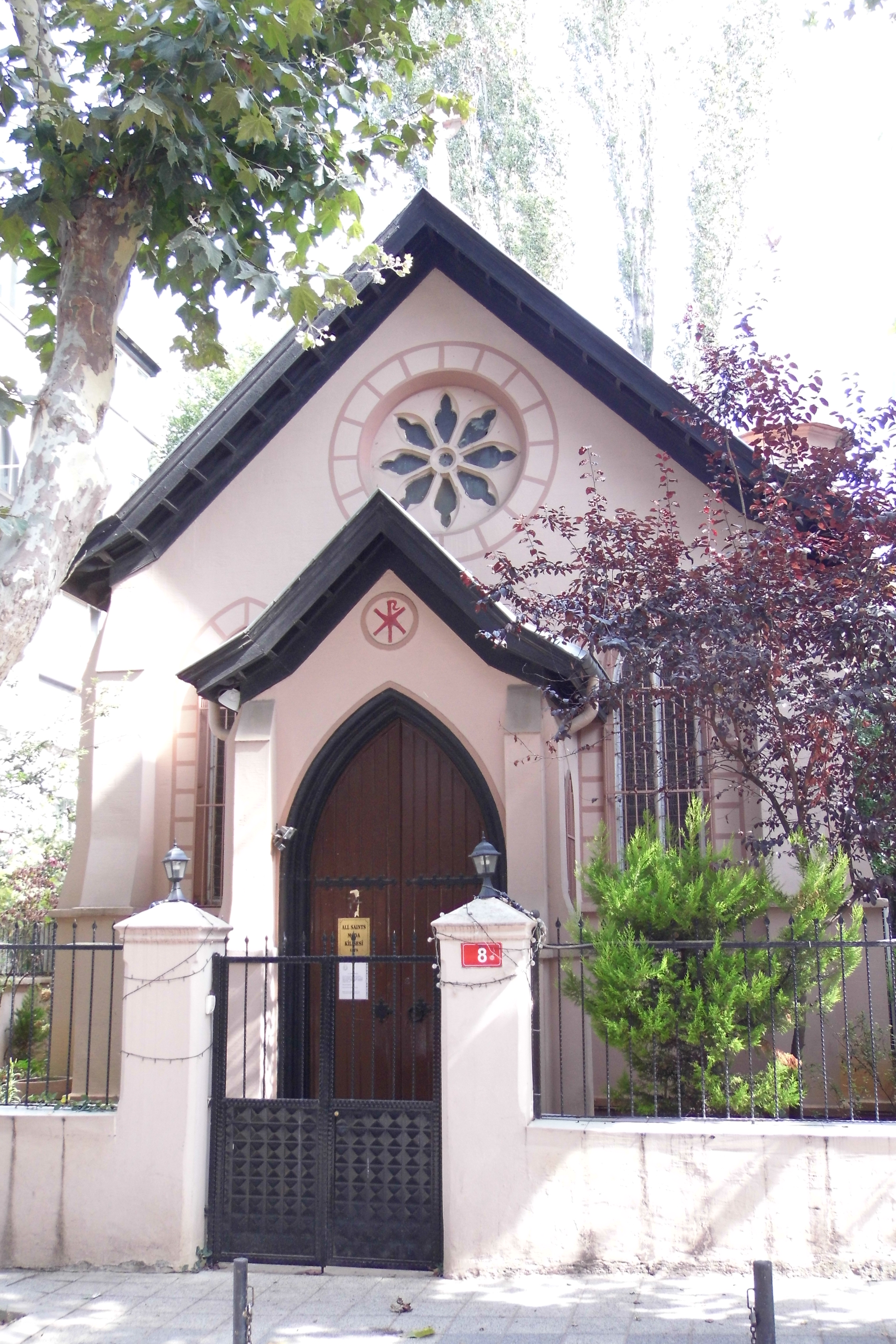
All-Saints-Moda Kirche

- Islam
  - Sunnitentum (Moschee)
    - Abdülhalim Camii, erbaut 1860 und befindet sich im Gemeindebezirk Kozyatağı[29]
    - Emin Ali Paşa Camii, erbaut 1976 und befindet sich im Gemeindebezirk Bostancı[30]
    - Galip Paşa Camii, erbaut 1899 und befindet sich im Gemeindebezirk Caddebostan[30]
    - Hacı İsmail Kurt Camii, erbaut 1984 und befindet sich im Gemeindebezirk Kozyatağı[29]
    - Haydarpaşa Camii, wiedereröffnet 1998 und befindet sich im Gemeindebezirk Rasimpaşa[30]
    - Mehmet Çavuş Camii, fertiggestellt 1997 und befindet sich im Gemeindebezirk Kozyatağı[30]
    - Mihrimah Sultan Camii, erbaut 1984 und befindet sich im Gemeindebezirk Suadiye[30]
    - Osmanağa Camii, erbaut 1612 und 1878 neuerbaut und befindet sich im Gemeindebezirk Osmanağa[7][30]
    - Suadiye Camii, erbaut 1905 und befindet sich im Gemeindebezirk Suadiye[30]
    - Söğütlüçeşme Camii, erbaut 1963 und befindet sich im Gemeindebezirk Rasimpaşa[30]
    - Sultan III. Mustafa İskele Camii, neuerbaut 1858 und befindet sich im Gemeindebezirk Caferağa[30]
    - uvm.

  - Alevitentum (Cemevi)
    - Şahkulu Sultan Dergahi Cemevi befindet sich im Gemeindebezirk Merdivenköy[3]
- Judentum (Synagoge)
  - Caddebostan Bet-El Synagoge,[31] erbaut 1961 und befindet sich im Gemeindebezirk Caddebostan
  - Hemdat Israel Synagoge,[32] erbaut 1899 und befindet sich im Gemeindebezirk Rasimpaşa

## Wirtschaft und Infrastruktur

### Verkehr
- Über Zubringerstraßen ist Kadıköy mit der Asiatischen- bzw. Ostseite des eurasischen Straßentunnels (Eurasien-Tunnel) verbunden, welches in der Nähe des Haydarpaşa-Bahnhofs und Fährstation befindet.[33] Womit man mit Fahrzeugen den Bosporus unterqueren kann Richtung Europa.
- Die Stadtautobahn Otoyol 1 und die staatliche Schnellstraße D100 verlaufen durch die Stadt. Welches die Schnellstraße im Westen Edirne mit der Provinz Ağrı im Osten der Türkei verbindet.
- Die U-Bahn-Linie M4 der Metro Istanbul beginnt in Kadıköy und endet im Istanbuler Landkreis Pendik, wo sich der Flughafen Istanbul-Sabiha Gökçen befindet.
- Mehrere Metrobus-Linien der Metrobüs İstanbul verkehren bis nach Kadıköy.
- Durch Kadıköy verkehrt die Museumsstraßenbahnlinie T3 als Ringlinie der İstanbul Ulaşım.
- Die Marmaray durchquert Kadıköy. Hier befindet sich auch der Bahnhof Söğütlüçeşme.

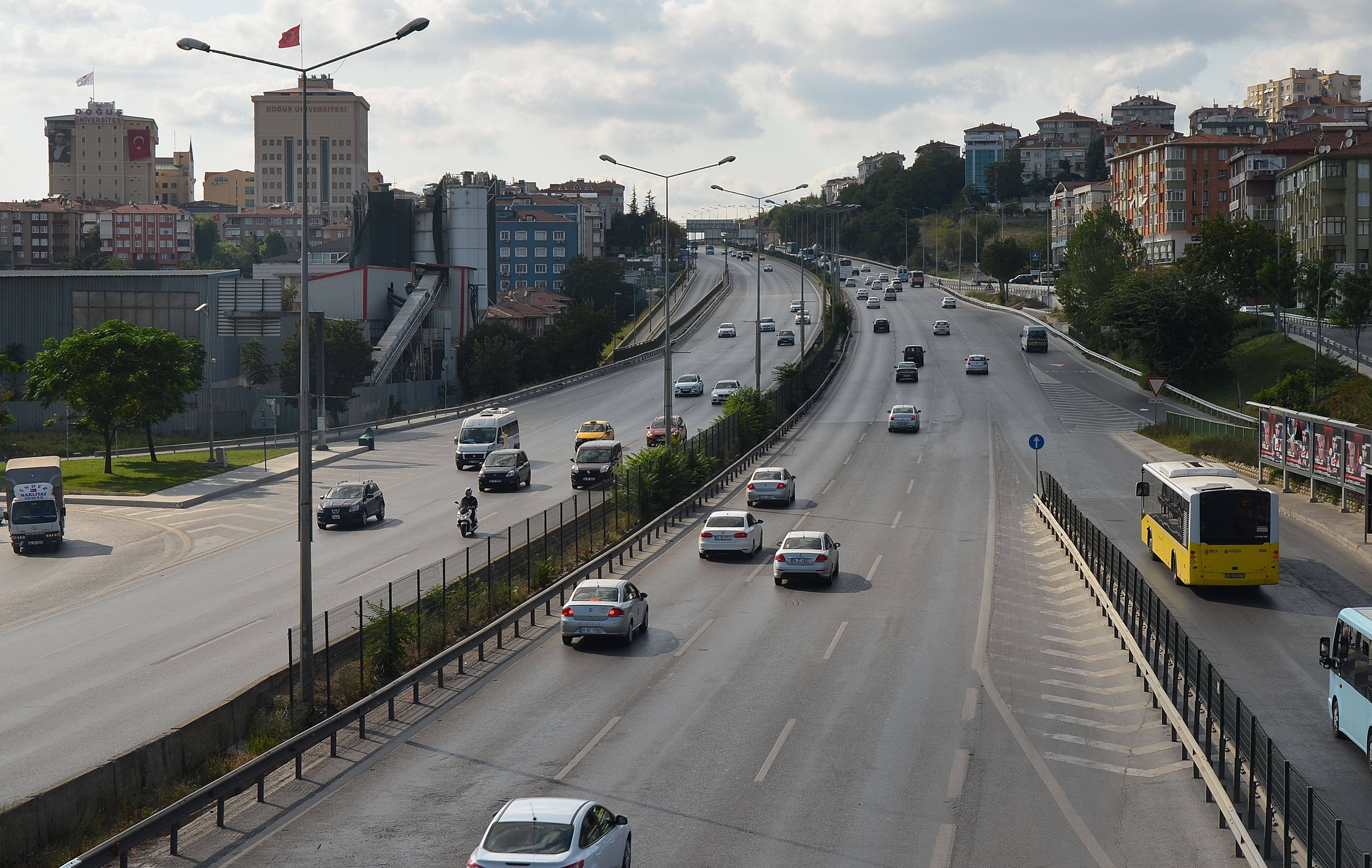
Die staatliche Schnellstraße D100
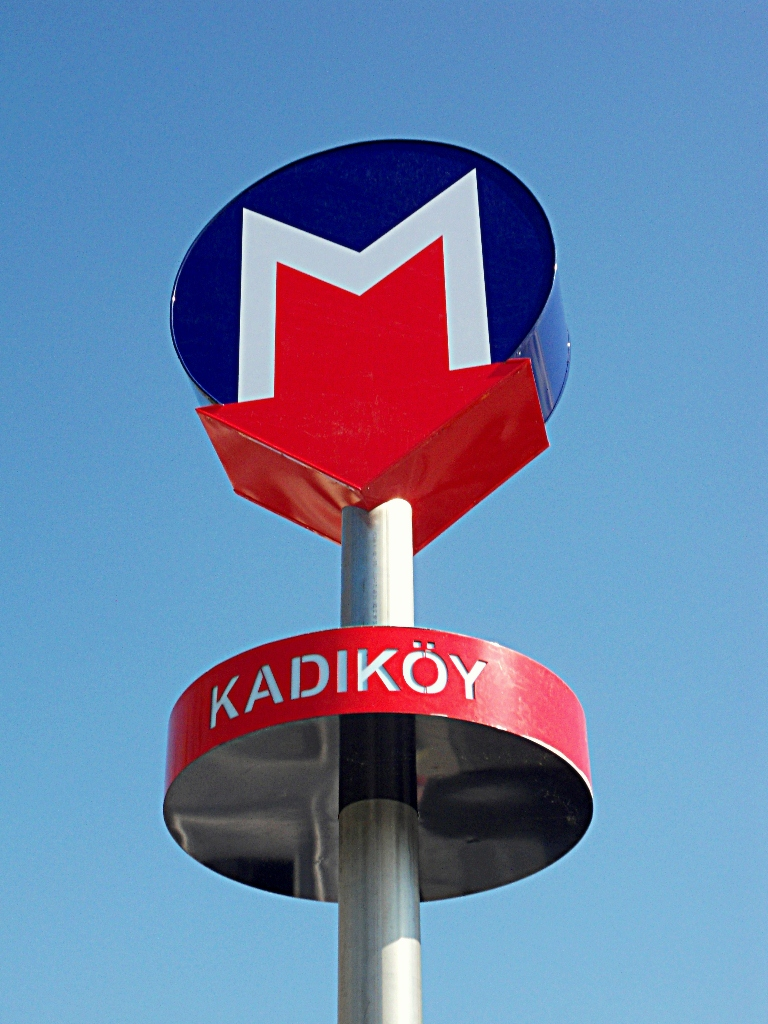
U-Bahn-Station Kadıköy
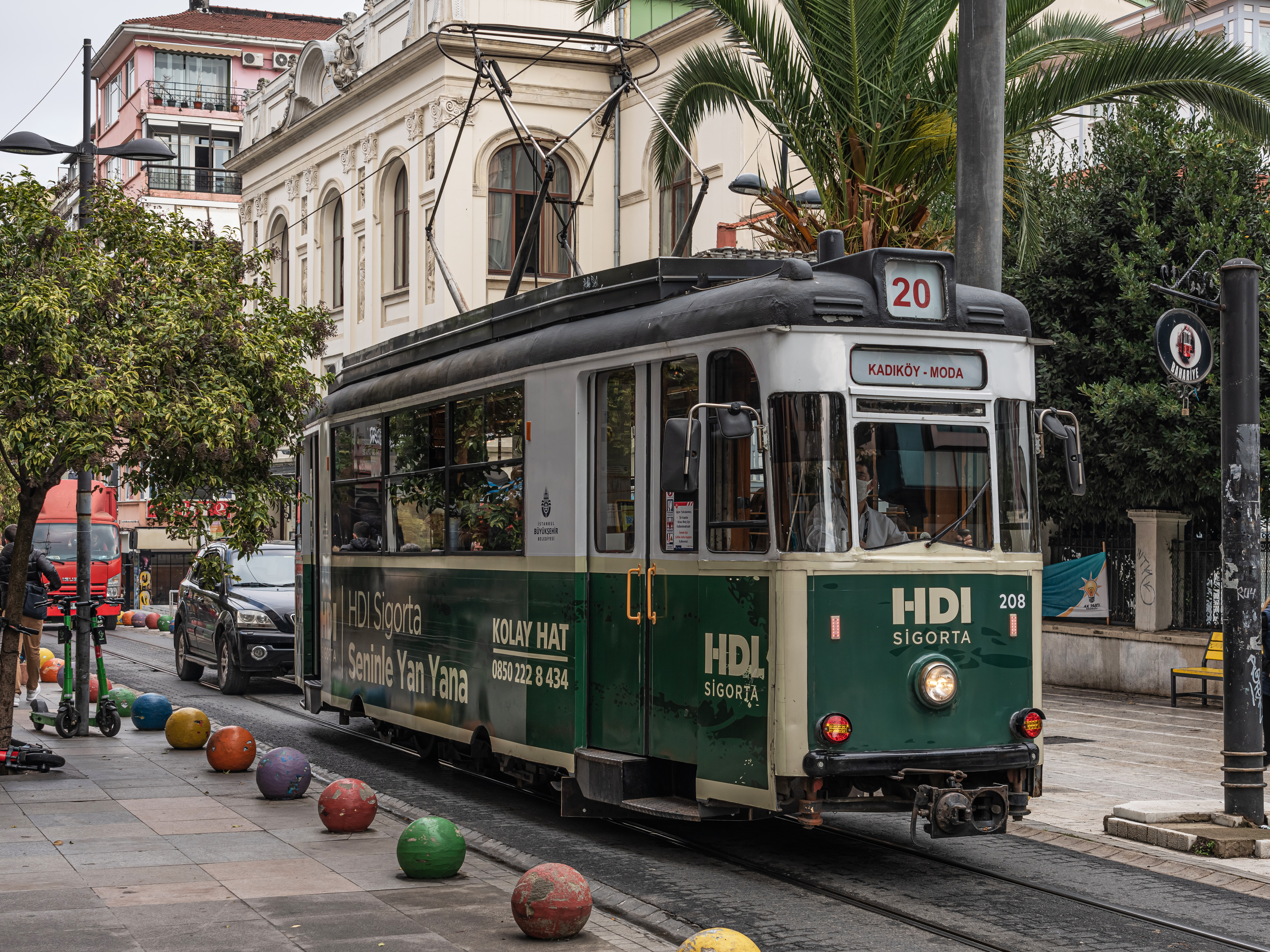
Museumsstraßenbahnlinie T3

### Bildung
Einige Istanbuler Universitäten befinden sich in Kadıköy
- Staatliche Universitäten
  - Marmara-Universität in den Gemeindebezirken Göztepe, Acıbadem und Rasimpaşa
  - Universität Istanbul, der Campus Kadıköy befindet sich im Gemeindebezirk Caferağa[34]
  - Medeniyet Universitesi, der Campus Kadıköy befindet sich im Gemeindebezirk Göztepe[35]
- Private Universitäten
  - Doğuş Üniversitesi im Gemeindebezirk Acıbadem
  - Aydın Üniversitesi, der Campus Kadıköy befindet sich im Gemeindebezirk Osmanağa[36]
  - Okan Üniversitesi, der Campus Kadıköy befindet sich im Gemeindebezirk Hasanpaşa[37]

## Persönlichkeiten

### Söhne und Töchter der Gemeinde
- Mehmed Celal Bey (1863–1926), Politiker und Beamter
- Mimar Kemaleddin (1870–1927), Architekt
- Bekir Refet (1899–1977), Fußballspieler
- Afife Jale (1902–1941), Theaterschauspielerin
- Elimar Freiherr von Fürstenberg (1910–1981), deutscher Politiker
- Necmi Onarıcı (1925–1968), Fußballspieler und -trainer
- Turhan Göker (1930–2022), Leichtathlet
- Can Bartu (1936–2019), Fußball- und Basketballspieler
- Ömür Göksel (* 1942), Jazz- und Popsänger
- Garo Mafyan (* 1951), Musiker
- Ahmet Görkem Görk (* 1983), Fußballspieler
- Can Arat (* 1984), Fußballspieler
- Cenk Akyol (* 1987), Basketballspieler
- Ertuğrul Taşkıran (* 1989), Fußballtorhüter
- Onur Alkan (* 1990), Fußballspieler
- Metecan Birsen (* 1995), Basketballspieler
- Emir Tonbul (* 2001), türkisch-schweizerischer Fußballspieler
- Ege Tıknaz (* 2004), Fußballspieler